# Bandiera del Sikkim
L'uso della bandiera del Sikkim come vessillo nazionale è cessato il 16 maggio 1975, con l'annessione del Regno del Sikkim all'India; lo Stato federato del Sikkim attualmente non possiede una bandiera ufficiale.

## Descrizione
Il Regno del Sikkim nel corso della storia ha adottato diverse bandiere. Esse tuttavia avevano degli elementi in comune: al centro era posto un khorlo, al cui centro era collocato un gankyil, avevano un bordo ricco di dettagli e il campo era decorato con pittogrammi religiosi, gli aṣṭamaṃgala.

Nel 1967 fu adottata una versione più semplice a causa delle difficoltà riscontrate nella duplicazione della versione iniziale più complessa. Dunque l'ultima bandiera sikkimese era composta da un campo bianco bordato di rosso e da un khorlo dorato posto nel centro.

Bandiera reale sikkimese usata dal 1877 al 1975
Bandiera sikkimese usata dal 1877 al 1914 e dal 1962 al 1967
Bandiera sikkimese usata dal 1914 al 1962
Bandiera sikkimese usata dal 1967 al 1975